# Donal Brendan Murray
Donal Brendan Murray (* 29. Mai 1940 in Dublin; † 13. Oktober 2024 in Limerick) war ein irischer römisch-katholischer Geistlicher und Bischof von Limerick.

## Leben
Nach seiner Schulzeit am Blackrock College studierte Donal Murray Philosophie am University College Dublin und römisch-katholische Theologie am St Patrick’s College in Maynooth, wo er den B.Div. erreichte. Seinen Doktor der Theologie erwarb er an der Päpstlichen Universität Heiliger Thomas von Aquin in Rom. Am 22. Mai 1966 empfing Murray die Priesterweihe. Murray unterrichtete am Mater Dei Institute of Education, einem College der Dublin City University. Murray wurde Hochschullehrer für Moraltheologie am Clonliffe College in Dublin.
Am 4. März 1982 wurde Murray zum Titularbischof von Glenndálocha und Weihbischof in Dublin ernannt und war zu jener Zeit mit 41 Jahren jüngster katholischer Bischof in Irland. Die Bischofsweihe fand am 18. April 1982 durch den Erzbischof von Dublin Dermot Ryan statt. Am 10. Februar 1996 wurde Murray von Papst Johannes Paul II. zum Bischof von Limerick ernannt und nahm am 24. März 1996 sein Bistum in Besitz.
Im November 2009 wurde Murray aufgrund zunehmenden öffentlichen Drucks zum Rücktritt als Bischof gedrängt, als der Murphy-Bericht über Kindesmissbrauchsfälle im katholischen Klerus in Irland veröffentlicht wurde. Am 14. Dezember 2009 nahm Papst Benedikt XVI. Murrays Rücktrittsgesuch an. Erst drei Tage später wurde es offiziell veröffentlicht, um so zu gewährleisten, dass Murray zu diesem Zeitpunkt wieder im Bistum Limerick anwesend sein konnte.

## Schriften
- Jesus is Lord. An introduction to christian theology. Veritas, Dublin 1975.
- A question of morality. Christian Morality and In Vitro Fertilisation. Veritas, Dublin 1985.
- Secularism and the new Europe. Veritas, Dublin 1990.
- Keeping open the door of faith. The legacy of Vatican II. Veritas, Dublin 2012.